# Cadeguala occidentalis
Cadeguala occidentalis is een vliesvleugelig insect uit de familie Colletidae. De wetenschappelijke naam van de soort is voor het eerst geldig gepubliceerd in 1836 door Haliday.